# MotoGP
MotoGP ou Moto Grand Prix é a categoria principal do Campeonato Mundial de Motovelocidade e um dos mais antigos campeonatos do mundo de desportos motorizados – o primeiro ano de competição teve lugar em 1949. É disputado simultaneamente às categorias de Moto3 (que desde 2012 substitui a categoria de cilindrada de 125 cc), e Moto2 (que desde 2010 substituiu a categoria de cilindrada de 250 cc).
A categoria MotoGP foi criada em 2002 para substituir a categoria de 500cc. Desde então, até a temporada de 2006, a cilindrada foi sofrendo várias alterações sendo atualmente de 1000cc. Os direitos de transmissão do campeonato completo (MotoGP, Moto2 e Moto3) pertencem atualmente aos grupos Fox Sports e ESPN da Disney.

## Histórico

### Primórdios

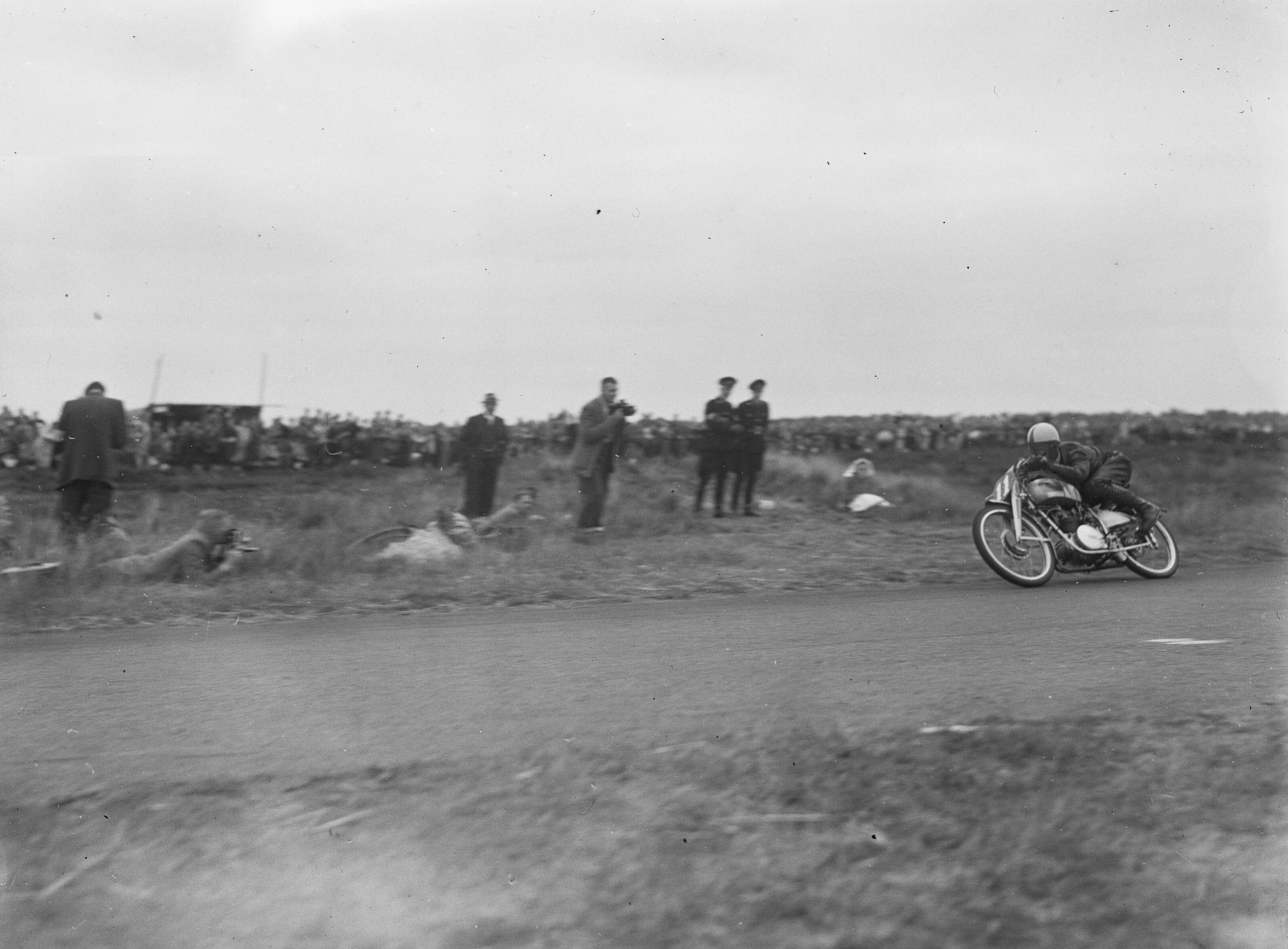
Corrida em Assen em 1949.

Uma categoria embrionária de motociclismo criada como FIM Road Racing World Championship Grand Prix, foi a primeira organizada pela Fédération Internationale de Motocyclisme em 1949. Os direitos comerciais eram da Dorna Sports. As equipes eram representadas pela International Road Racing Teams Association (IRTA) e produzidas pela  Motorcycle Sport Manufacturers Association (MSMA).
O regulamento era decidido entre as quatro entidades acima, mas em caso de empate a Dorna tinha o voto de Minerva; modificações técnicas ficavam a cargo da MSMA. Foram criadas várias categorias definidas por classes de cilindradas como 50cc, 80 cc, 250 cc, e outras.

## Campeões mundiais
A partir de 1949, quando a FIM organizou pela primeira vez o Campeonato do Mundo, segue-se a lista dos vencedores.
| Ano  | Piloto            | Equipe                     | Construtor | Pneu | Info   |
| ---- | ----------------- | -------------------------- | ---------- | ---- | ------ |
| 1949 | Leslie Graham     | AJS Company                | AJS        | M    | [ 3 ]  |
| 1950 | Umberto Masetti   | Scuderia Gilera            | Gilera     | C    | [ 4 ]  |
| 1951 | Geoff Duke        | Norton Motorcycle Company  | Norton     | M    | [ 5 ]  |
| 1952 | Umberto Masetti   | Scuderia Gilera            | Gilera     | P    | [ 6 ]  |
| 1953 | Geoff Duke        | Scuderia Gilera            | Gilera     | F    | [ 7 ]  |
| 1954 | Geoff Duke        | Scuderia Gilera            | Gilera     | P    | [ 8 ]  |
| 1955 | Geoff Duke        | Scuderia Gilera            | Gilera     | P    | [ 9 ]  |
| 1956 | John Surtees      | Scuderia MV Agusta         | MV Agusta  | A    | [ 10 ] |
| 1957 | Libero Liberati   | Scuderia Gilera            | Gilera     | P    | [ 11 ] |
| 1958 | John Surtees      | Scuderia MV Agusta         | MV Agusta  | G    | [ 12 ] |
| 1959 | John Surtees      | Scuderia MV Agusta         | MV Agusta  | G    | [ 13 ] |
| 1960 | John Surtees      | Scuderia MV Agusta         | MV Agusta  | G    | [ 14 ] |
| 1961 | Gary Hocking      | Scuderia MV Agusta         | MV Agusta  | G    | [ 15 ] |
| 1962 | Mike Hailwood     | Scuderia MV Agusta         | MV Agusta  | G    | [ 16 ] |
| 1963 | Mike Hailwood     | Scuderia MV Agusta         | MV Agusta  | B    | [ 17 ] |
| 1964 | Mike Hailwood     | Scuderia MV Agusta         | MV Agusta  | P    | [ 18 ] |
| 1965 | Mike Hailwood     | Scuderia MV Agusta         | MV Agusta  | P    | [ 19 ] |
| 1966 | Giacomo Agostini  | Scuderia MV Agusta         | MV Agusta  | P    | [ 20 ] |
| 1967 | Giacomo Agostini  | Scuderia MV Agusta         | MV Agusta  | P    | [ 21 ] |
| 1968 | Giacomo Agostini  | Scuderia MV Agusta         | MV Agusta  | C    | [ 22 ] |
| 1969 | Giacomo Agostini  | Scuderia MV Agusta         | MV Agusta  | Y    | [ 23 ] |
| 1970 | Giacomo Agostini  | Scuderia MV Agusta         | MV Agusta  | P    | [ 24 ] |
| 1971 | Giacomo Agostini  | Scuderia MV Agusta         | MV Agusta  | H    | [ 25 ] |
| 1972 | Giacomo Agostini  | Scuderia MV Agusta         | MV Agusta  | P    | [ 26 ] |
| 1973 | Phil Read         | Scuderia MV Agusta         | MV Agusta  | P    | [ 27 ] |
| 1974 | Phil Read         | Scuderia MV Agusta         | MV Agusta  | D    | [ 28 ] |
| 1975 | Giacomo Agostini  | Yamaha Motor Company       | Yamaha     | B    | [ 29 ] |
| 1976 | Barry Sheene      | Heron Team Suzuki          | Suzuki     | P    | [ 30 ] |
| 1977 | Barry Sheene      | Heron Team Suzuki          | Suzuki     | M    | [ 31 ] |
| 1978 | Kenny Roberts     | Yamaha Motor Company       | Yamaha     | D    | [ 32 ] |
| 1979 | Kenny Roberts     | Yamaha Motor Company       | Yamaha     | M    | [ 33 ] |
| 1980 | Kenny Roberts     | Danaher Corporation        | Yamaha     | M    | [ 34 ] |
| 1981 | Marco Lucchinelli | Gallina Team               | Suzuki     | M    | [ 35 ] |
| 1982 | Franco Uncini     | Gallina Team               | Suzuki     | D    | [ 36 ] |
| 1983 | Freddie Spencer   | Honda Racing Corporation   | Honda      | F    | [ 37 ] |
| 1984 | Eddie Lawson      | Team Agostini              | Yamaha     | M    | [ 38 ] |
| 1985 | Freddie Spencer   | Team Rothmans              | Honda      | B    | [ 39 ] |
| 1986 | Eddie Lawson      | Team Agostini              | Yamaha     | D    | [ 40 ] |
| 1987 | Wayne Gardner     | Team Rothmans              | Honda      | B    | [ 41 ] |
| 1988 | Eddie Lawson      | Team Agostini              | Yamaha     | D    | [ 42 ] |
| 1989 | Eddie Lawson      | Team Rothmans              | Honda      | M    | [ 43 ] |
| 1990 | Wayne Rainey      | Marlboro Team Roberts      | Yamaha     | D    | [ 44 ] |
| 1991 | Wayne Rainey      | Marlboro Team Roberts      | Yamaha     | D    | [ 45 ] |
| 1992 | Wayne Rainey      | Marlboro Team Roberts      | Yamaha     | D    | [ 46 ] |
| 1993 | Kevin Schwantz    | Team Suzuki                | Suzuki     | M    | [ 47 ] |
| 1994 | Michael Doohan    | Repsol Honda Team          | Honda      | M    | [ 48 ] |
| 1995 | Michael Doohan    | Repsol Honda Team          | Honda      | M    | [ 49 ] |
| 1996 | Michael Doohan    | Repsol Honda Team          | Honda      | M    | [ 50 ] |
| 1997 | Michael Doohan    | Repsol Honda Team          | Honda      | M    | [ 51 ] |
| 1998 | Michael Doohan    | Repsol Honda Team          | Honda      | M    | [ 52 ] |
| 1999 | Álex Crivillé     | Repsol Honda Team          | Honda      | M    | [ 53 ] |
| 2000 | Kenny Roberts Jr  | Team Suzuki                | Suzuki     | M    | [ 54 ] |
| 2001 | Valentino Rossi   | Scuderia Nastro Azzurro    | Honda      | M    | [ 55 ] |
| 2002 | Valentino Rossi   | Repsol Honda Team          | Honda      | M    | [ 55 ] |
| 2003 | Valentino Rossi   | Repsol Honda Team          | Honda      | M    | [ 56 ] |
| 2004 | Valentino Rossi   | Yamaha Factory Racing Team | Yamaha     | M    | [ 57 ] |
| 2005 | Valentino Rossi   | Yamaha Factory Racing Team | Yamaha     | M    |        |
| 2006 | Nicky Hayden      | Repsol Honda Team          | Honda      | M    | [ 58 ] |
| 2007 | Casey Stoner      | Ducati Team                | Ducati     | B    | [ 59 ] |
| 2008 | Valentino Rossi   | Yamaha Factory Racing Team | Yamaha     | B    | [ 60 ] |
| 2009 | Valentino Rossi   | Yamaha Factory Racing Team | Yamaha     | B    | [ 61 ] |
| 2010 | Jorge Lorenzo     | Yamaha Factory Racing Team | Yamaha     | B    | [ 62 ] |
| 2011 | Casey Stoner      | Repsol Honda Team          | Honda      | B    | [ 63 ] |
| 2012 | Jorge Lorenzo     | Yamaha Factory Racing Team | Yamaha     | B    | [ 64 ] |
| 2013 | Marc Márquez      | Repsol Honda Team          | Honda      | B    | [ 65 ] |
| 2014 | Marc Márquez      | Repsol Honda Team          | Honda      | B    | [ 66 ] |
| 2015 | Jorge Lorenzo     | Yamaha Factory Racing Team | Yamaha     | B    | [ 67 ] |
| 2016 | Marc Márquez      | Repsol Honda Team          | Honda      | M    | [ 68 ] |
| 2017 | Marc Márquez      | Repsol Honda Team          | Honda      | M    | [ 69 ] |
| 2018 | Marc Márquez      | Repsol Honda Team          | Honda      | M    | [ 70 ] |
| 2019 | Marc Márquez      | Repsol Honda Team          | Honda      | M    | [ 71 ] |
| 2020 | Joan Mir          | Team Suzuki                | Suzuki     | M    | [ 72 ] |
| 2021 | Fabio Quartararo  | Yamaha Factory Racing Team | Yamaha     | M    | [ 73 ] |
| 2022 | Francesco Bagnaia | Ducati Lenovo Team         | Ducati     | M    | [ 74 ] |
| 2023 | Francesco Bagnaia | Ducati Lenovo Team         | Ducati     | M    | [ 75 ] |
| 2024 | Jorge Martín      | Pramac Racing              | Ducati     | M    | [ 76 ] |

## Estatísticas

### Títulos por piloto
| Piloto            | Total | Títulos                                        |
| ----------------- | ----- | ---------------------------------------------- |
| Giacomo Agostini  | 8     | 1966, 1967, 1968, 1969, 1970, 1971, 1972, 1975 |
| Valentino Rossi   | 7     | 2001, 2002, 2003, 2004, 2005, 2008, 2009       |
| Marc Márquez      | 6     | 2013, 2014, 2016, 2017, 2018, 2019             |
| Michael Doohan    | 5     | 1994, 1995, 1996, 1997, 1998                   |
| Geoff Duke        | 4     | 1951, 1953, 1954, 1955                         |
| John Surtees      | 4     | 1956, 1958, 1959, 1960                         |
| Mike Hailwood     | 4     | 1962, 1963, 1964, 1965                         |
| Eddie Lawson      | 4     | 1984, 1986, 1988, 1989                         |
| Kenny Roberts     | 3     | 1978, 1979, 1980                               |
| Wayne Rainey      | 3     | 1990, 1991, 1992                               |
| Jorge Lorenzo     | 3     | 2010, 2012, 2015                               |
| Umberto Masetti   | 2     | 1950, 1952                                     |
| Phil Read         | 2     | 1973, 1974                                     |
| Barry Sheene      | 2     | 1976, 1977                                     |
| Freddie Spencer   | 2     | 1983, 1985                                     |
| Casey Stoner      | 2     | 2007, 2011                                     |
| Francesco Bagnaia | 2     | 2022, 2023                                     |
| Leslie Graham     | 1     | 1949                                           |
| Libero Liberati   | 1     | 1957                                           |
| Gary Hocking      | 1     | 1961                                           |
| Marco Lucchinelli | 1     | 1981                                           |
| Franco Uncini     | 1     | 1982                                           |
| Wayne Gardner     | 1     | 1987                                           |
| Kevin Schwantz    | 1     | 1993                                           |
| Álex Crivillé     | 1     | 1999                                           |
| Kenny Roberts Jr  | 1     | 2000                                           |
| Nicky Hayden      | 1     | 2006                                           |
| Joan Mir          | 1     | 2020                                           |
| Fabio Quartararo  | 1     | 2021                                           |
| Jorge Martín      | 1     | 2024                                           |

### Títulos por país
| País                        | Total | Títulos |
| --------------------------- | ----- | --- |
| Itália                      | 22    | 1950, 1952, 1957, 1966, 1967, 1968, 1969, 1970, 1971, 1972, 1975, 1981, 1982, 2001, 2002, 2003, 2004, 2005, 2008, 2009, 2022, 2023 |
| Inglaterra                  | 17    | 1949, 1951, 1953, 1954, 1955, 1956, 1958, 1959, 1960, 1962, 1963, 1964, 1965, 1973, 1974, 1976, 1977                               |
| Estados Unidos              | 15    | 1978, 1979, 1980, 1983, 1984, 1985, 1986, 1988, 1989, 1990, 1991, 1992, 1993, 2000, 2006                                           |
| Espanha                     | 12    | 1999, 2010, 2012, 2013, 2014, 2015, 2016, 2017, 2018, 2019, 2020, 2024                                                             |
| Austrália                   | 8     | 1987, 1994, 1995, 1996, 1997, 1998, 2007, 2011                                                                                     |
| Zimbabwe (Na época Rodésia) | 1     | 1961 |
| França                      | 1     | 2021 |

### Títulos por construtor
| Construtor | Total | Títulos |
| ---------- | ----- | --- |
| Honda      | 21    | 1983, 1985, 1987, 1989, 1994, 1995, 1996, 1997, 1998, 1999, 2001, 2002, 2003, 2006, 2011, 2013, 2014, 2016, 2017, 2018, 2019 |
| MV Agusta  | 18    | 1956, 1958, 1959, 1960, 1961, 1962, 1963, 1964, 1965, 1966, 1967, 1968, 1969, 1970, 1971, 1972, 1973, 1974                   |
| Yamaha     | 18    | 1975, 1978, 1979, 1980, 1984, 1986, 1988, 1990, 1991, 1992, 2004, 2005, 2008, 2009, 2010, 2012, 2015, 2021                   |
| Suzuki     | 7     | 1976, 1977, 1981, 1982, 1993, 2000, 2020                                                                                     |
| Gilera     | 6     | 1950, 1952, 1953, 1954, 1955, 1957                                                                                           |
| Ducati     | 4     | 2007, 2022, 2023, 2024 |
| AJS        | 1     | 1949 |
| Norton     | 1     | 1951 |

### Títulos por equipe
| Equipe                     | Total | Títulos |
| -------------------------- | ----- | --- |
| Scuderia MV Agusta         | 18    | 1956, 1958, 1959, 1960, 1961, 1962, 1963, 1964, 1965, 1966, 1967, 1968, 1969, 1970, 1971, 1972, 1973, 1974 |
| Repsol Honda Team          | 16    | 1994, 1995, 1996, 1997, 1998, 1999, 2002, 2003, 2006, 2011, 2013, 2014, 2016, 2017, 2018, 2019             |
| Yamaha Factory Racing Team | 8     | 2004, 2005, 2008, 2009, 2010, 2012, 2015, 2021                                                             |
| Scuderia Gilera            | 6     | 1950, 1952, 1953, 1954, 1955, 1957                                                                         |
| Team Suzuki                | 3     | 1993, 2000, 2020                                                                                           |
| Marlboro Team Roberts      | 3     | 1990, 1991, 1992                                                                                           |
| Team Rothmans              | 3     | 1985, 1987, 1989                                                                                           |
| Team Agostini              | 3     | 1984, 1986, 1988                                                                                           |
| Yamaha Motor Company       | 3     | 1975, 1978, 1979                                                                                           |
| Ducati Team                | 3     | 2007, 2022, 2023                                                                                           |
| Gallina Team               | 2     | 1981, 1982                                                                                                 |
| Heron Team Suzuki          | 2     | 1976, 1977                                                                                                 |
| AJS Company                | 1     | 1949 |
| Danaher Corporation        | 1     | 1980 |
| Honda Racing Corporation   | 1     | 1983 |
| Scuderia Nastro Azzurro    | 1     | 2001 |
| Norton Motorcycle Company  | 1     | 1951 |
| Pramac Racing              | 1     | 2024 |

### Títulos por pneu
| # | Pneu        | Total | Títulos |
| - | ----------- | ----- | --- |
| M | Michelin    | 31    | 1949, 1951, 1977, 1979, 1980, 1981, 1984, 1989, 1993, 1994, 1995, 1996, 1997, 1998, 1999, 2000, 2001, 2002, 2003, 2004, 2005, 2006, 2016, 2017, 2018, 2019, 2020, 2021, 2022, 2023, 2024 |
| B | Bridgestone | 13    | 1963, 1975, 1985, 1987, 2007, 2008, 2009, 2010, 2011, 2012, 2013, 2014, 2015 |
| P | Pirelli     | 12    | 1952, 1954, 1955, 1957, 1964, 1965, 1966, 1967, 1970, 1972, 1973, 1976 |
| D | Dunlop      | 8     | 1974, 1978, 1982, 1986, 1988, 1990, 1991, 1992 |
| G | Goodyear    | 5     | 1958, 1959, 1960, 1961, 1962 |
| F | Firestone   | 2     | 1953, 1983 |
| C | Continental | 2     | 1950, 1968 |
| A | Avon        | 1     | 1956 |
| Y | Yokohama    | 1     | 1969 |
| H | Hankook     | 1     | 1971 |

## Pontuação
São atribuídos pontos aos 15 pilotos mais bem classificados que terminem a corrida principal e aos 9 mais bem classificados da corrida sprint.
| Posição | 1° | 2° | 3° | 4° | 5° | 6° | 7° | 8° | 9° | 10° | 11° | 12° | 13° | 14° | 15° |
| Pontos  | 25 | 20 | 16 | 13 | 11 | 10 | 9  | 8  | 7  | 6   | 5   | 4   | 3   | 2   | 1   |
| Sprint  | 12 | 9  | 7  | 6  | 5  | 4  | 3  | 2  | 1  |     |     |     |     |     |     |

## Histórico dos Construtores
A lista que segue apresenta as mais importantes estatísticas sobre os principais construtores que participaram no Campeonato do Mundo ao longo das últimas seis décadas (estatísticas corretas até ao final da época de 2013):
- AJS 1 Título Mundial De Construtores, 9 vitórias em todas as classes
- Aprilia 18 Títulos Mundiais De Construtores, 274 vitórias em todas as classes
- Derbi 8 Títulos Mundiais De Construtores, 93 vitórias em todas as classes
- Ducati 1 Título Mundial De Construtores, 32 vitórias em todas as classes
- Garelli 5 Títulos Mundiais De Construtores, 51 vitórias em todas as classes
- Gilera 5 Títulos Mundiais De Construtores, 59 vitórias em todas as classes
- Kreidler 7 Títulos Mundiais De Construtores, 71 vitórias em todas as classes
- KTM 3 Títulos Mundiais de Construtores, 24 vitórias em todas as classes
- Harley-Davidson 1 Título Mundial De Construtores, 28 vitórias em todas as classes
- Honda 62 Títulos Mundiais de Construtores, 667 vitórias em todas as classes
- Kawasaki 9 Títulos Mundiais De Construtores, 85 vitórias em todas as classes
- Mondial 5 Títulos Mundiais De Construtores, 18 vitórias em todas as classes
- Moto Guzzi 6 Títulos Mundiais De Construtores, 45 vitórias em todas as classes
- MV Agusta 37 Títulos Mundiais De Construtores, 275 vitórias em todas as classes
- Norton 4 Títulos Mundiais De Construtores, 41 vitórias em todas as classes
- Suzuki 15 Títulos Mundiais De Construtores, 155 vitórias em todas as classes
- Yamaha 37 títulos Mundiais de Construtores, 479 vitórias em todas as classes[77]

## Transmissão pela TV para o Brasil

### TV Aberta
A primeira TV brasileira a exibir o Mundial foi a Rede Globo que, em 1987, na volta do Esporte Espetacular, colocou os “melhores momentos” com 18 minutos de duração do GP do Japão. A partir da etapa seguinte, a Globo firmou parceria com a produtora de eventos PROMESP e transmitiu o restante da temporada.
A narração inicialmente foi feita por Galvão Bueno, posteriormente repassada para Cléber Machado e Eduardo Moreno. Os comentários ficavam por conta de Reginaldo Leme.
A Globo deu continuidade ao projeto, transmitindo a categoria de 1988 a 1995. Já entre os anos de 1996 a 1998, o campeonato foi transmitido pela Band, e em 1999 a Motovelocidade voltou para a TV Globo, onde permaneceu até 2003, quando a categoria saiu da TV aberta. Atualmente é transmitida pelos grupos Fox Sports e ESPN, na TV por assinatura.

### TV por Assinatura
Na TV fechada, o SporTV do Grupo Globo começou a transmitir a categoria. em 1999, Inicialmente Sérgio Maurício era o responsável pela narração, e Rodrigo Mattar fazia os comentários. Posteriormente Guto Nejaim e Fausto Macieira assumiram o comando em 2010, ficando como titulares da casa na categoria até o final do contrato em 2020.
Em 2020, após negociar com a Band, a Dorna fecha com a Rio Motorsport, que repassou os direitos de transmissão para a Fox Sports Brasil, que estreia na transmissão da competição em solo brasileiro. Téo José é o responsável pela narração e Edgard Mello Filho fica com os comentários. A Fox passou a negociar diretamente com a Dorna em função de inadimplência pela Rio Motorsport no pagamento dos direitos de transmissão, e esta não é mais parte nas negociações.